# ألفاخارين
بلدية الفخَّارين أو ألفاخارين (بالإسبانية: Alfajarín) هي بلدية تقع في مقاطعة سرقسطة التابعة لمنطقة أراغون شمال شرق إسبانيا. تأثيل اسم القرية أصله من الكلمة العربية الفخارين جمع فخار.

## الديموغرافيا
بلغ عدد سكان بلدية الفخارين 2.215 نسمة عام 2011 (وفقاً للمعهد الوطني الإسباني للإحصاء).
| 1.450 | 1.478 | 1.591 | 1.861 | 1.963 | 2.053 | 2.215 |

## أعلام
- أنطونيو هيدالغو دي كارلوس